# Lasiochilinae
Sous-famille
Les Lasiochilinae sont une sous-famille de punaises (insectes hétéroptères), de la famille des Anthocoridae, parfois considérée comme une famille à part entière, les Lasiochilidae. Elle compte une dizaine de genres et 60 à 70 espèces. 

## Description
Leur taille est inférieure à 5 mm, la forme de leur corps est oblongue à ovale. Les antennes ont quatre articles, les deux derniers sont filiformes, plus élancés que les deux premiers, et dotés de poils érectiles (setae) longs du double de la largeur des articles antennaires. Les ocelles sont présentes et situées en arrière des yeux composés (ce qui permet de les distinguer des Miridae, entre autres). Le scutellum est relativement petit. Les tarses médians et postérieurs de trois articles, et les mâles portent des dents ou épines sur les tibias antérieurs, ce qui est typique des Anthocoridae. Pilosité abondante sur les marges latérales du pronotum et les hémélytres. Celles-ci ont un cunéus (pointe de la partie coriacée de l'aile en contact avec la partie membraneuse, souvent nettement délimitée du reste de la corie), la membrane présentant quatre ou cinq veines. Les paramères sont asymétriques, le paramère gauche fonctionnant comme organe d'intromission accompagnant le phallus lors de la copulation, légèrement ou fortement (Plochiocorini) recourbé, le paramère droit vestigial très raccourci et non fonctionnel.  
La différence par rapport aux autres Anthocoridae est la forme de la gouttière de la glande évaporatoire, qui est tournée vers l'arrière chez les Lasiochilinae (droite chez les Plochiocorini), alors qu'elle est droite ou tournée vers l'avant chez les autres Anthocoridae. On constate également un caractère sexuel chez les mâles de Lasiochilini, des dents sur la bordure du sixième sternite abdominal,,.  
Selon les espèces, des formes brachyptères existent, parfois en lien avec un dimorphisme sexuel. 

## Répartition et habitat
Les Lasiochilinae sont répartis dans l'ensemble des zones tropicales et subtropicales. Le centre de diversité générique se situe dans la zone néotropicale. Le seul genre cosmopolite est Dilasia (considéré comme un sous-genre de Lasiochilus avant la révision de Carpintero, voir ci-après), avec presque une cinquantaine d'espèces. La sous-famille est pratiquement absente du Paléarctique et totalement absente d'Europe.
Une espèce est présente au Canada (Dilasia furcula, syn. Lasiochilus furculus), et trois sont mentionnées de Guadeloupe : Dilasia microps, D. varicolor, Lasiochilus (L.) pallidulus. 
On les rencontre sous l'écorce (l'un des habitats originels des Anthocoridae) ou sur des polypores (champignons). 

## Biologie
Les Lasiochilinae sont des prédateurs de petits arthropodes. 
La copulation n'est pas traumatique, contrairement à ce qui se passe chez d'autres Cimicoidea. Les Lasiochilinae seraient les seuls Hétéroptères avec un seul paramère et sans fécondation traumatique ni extragénitale. Mais les importants caractères sexuels secondaires des mâles poussent à s'interroger sur leur mode de reproduction, qui devrait faire l'objet d'études ultérieures. 

## Systématique
Les Lasiochilinae ont été établis comme une sous-famille séparée des Anthocoridae en 1972 par l'entomologiste français Jacques Carayon (d) (1916-1997). En 1991, Schuh et S̆tys en font une famille à part entière. Dans sa révision de 2014, Carpintero réinstaure le statut de sous-famille, estimant que suffisamment de facteurs les rattachent aux Anthocoridae.  
Dans la même étude, il sépare les genres en deux tribus et déplace une majeure partie des espèces de Lasiochilus dans le genre Dilasia réinstauré.  
Concernant les taxons supérieurs, la position des Lasiochilinae ou Lasiochilidae au sein des Cimicoidea semble confirmée par les études récentes, souvent comme groupe plutôt basal.  

### Liste des tribus et des genres
Selon la révision de Carpintero, 2014 :
- tribu Lasiochilini Carayon, 1972
  - genre Anaelia Carpintero, 2014, 1 espèce nord- et centraméricaine.
  - genre Dilasia Reuter, 1871, 19 espèces du Nouveau Monde, 18 de l'Ancien Monde, transférées depuis Lasiochilus.
  - genre Eusolenophora Poppius, 1909, 4 espèces, du Sud des États-Unis au Centre de l'Argentine.
  - genre Iella Carayon, 1958, 1 espèce de Madagascar, appartenance aux Lasiochilinae à confirmer.
  - genre Lasiella, Reuter, 1884, 1 espèce d'Indonésie et de Nouvelle-Guinée, appartenance aux Lasiochilinae à confirmer.
  - genre Lasiochilus Reuter, 1871, avec les sous-genres Lasiochilus (3 espèces américaines) et Semiotoscelis (2 espèces brésiliennes). 12 espèces gardent un statut incertain.
  - genre Lasiocolpus Reuter, 1884, 8 espèces néotropicales.
- tribu Plochiocorini Carpintero 2014.
  - genre Dolichiella Reuter, 1908, 1 espèce, Amérique centrale et du Sud.
  - genre Plochiocoris Champion, 1900, 1 espèce, du Sud des USA à l'Argentine, en passant par quelques îles des Caraïbes.

Selon cet auteur, les genres suivants ne doivent pas être classés dans les Lasiochilinae : Lasiellidea Reuter, 1895 (Anthocorinae, Cardiastethini), Oplobates Reuter, 1895, Plochiocorella Poppius, 1909, Lasiocolpoides Champion, 1900 (Anthocorinae, Scolopini). 
Selon BioLib (8 mai 2022) :
- tribu Lasiochilini Carayon, 1972
  - genre Lasiochilus Reuter, 1871
  - genre Plochiocoris Champion, 1900
- genre Eusolenophora Poppius, 1909
- genre Lasiellidea Reuter, 1895
- genre Lasiocolpus Reuter, 1884
- genre Oplobates Reuter, 1895
- genre Plochiocorella Poppius, 1909

Selon ITIS (8 mai 2022) :
- tribu Lasiochilini Carayon, 1972
  - genre Lasiochilus Reuter, 1871
  - genre Plochiocoris Champion, 1900